# 조지아 살파
조지아 살파(Georgia Salpa, 1983년 6월 12일 ~ )는 그리스 출생 아일랜드의 글래머 모델이다.